# 170879 Verbeeckje
170879 Verbeeckje è un asteroide della fascia principale. Scoperto nel 2004, presenta un'orbita caratterizzata da un semiasse maggiore pari a 3,0202647 UA e da un'eccentricità di 0,1104600, inclinata di 10,27257° rispetto all'eclittica.
L'asteroide è dedicato a Elena Verbeeck, figlia di un amico dello scopritore.